# Rodéo (album)
Pour les articles homonymes, voir Rodéo (homonymie).
Albums de Zazie
Ze Live !!
(2003) Rodéo Tour
(2006)
Singles
1. Rodéo
Sortie : 2004
2. Toc toc toc
Sortie : 2004
3. Excuse-moi
Sortie : 2005
4. Oui
Sortie : 2005

Rodéo est le cinquième album de Zazie sorti le 22 novembre 2004. Il s'est vendu à plus de 350 000 exemplaires.
Pour la première fois, Zazie cosigne la totalité de ses titres avec les compositeurs Jean-Pierre Pilot et Philippe Paradis.
L'album a été enregistré dans une maison du Luberon en novembre 2003. Il devait initialement s'intituler La Dolce Vita, (l'idée a été abandonnée car le chanteur Dany Brillant avait déjà enregistré un album de ce nom), puis Oui mais c'est le titre Rodéo qui fut retenu.
Il est d'abord sorti en deux éditions différentes : une édition simple et une édition SACD comprenant un titre bonus, Mon cœur à la science, ainsi qu'un DVD. Ce dernier regroupe les clips de dix titres de l'album sous la forme d'un film de 40 minutes intitulé Rodéo indien. Comme son nom l'indique, ce film a été tourné en Inde, par Didier Le Pêcheur, qui avait déjà réalisé plusieurs clips de Zazie. Ce DVD comprend également un making-of de l'aventure indienne, un bêtisier caché et une version remixée à la sauce indienne des titres Tous des anges, Un point c'est toi et Zen.
Deux autres versions de l'album sont ensuite apparues : une version avec CD Slidpack (identique à la version classique mais à prix réduit et sans livret) et une autre avec CD Recycler.
A la fin de la chanson Doolididom on trouve un extrait sonore d'une chanson inconnue. On apprendra quatre ans plus tard que ce passage est un extrait sonore du mix de la chanson Un peu beaucoup dont la version officielle apparait dans Zest Of. Cette chanson n'a pas été gardée pour Rodéo, étant très décalée avec le son et l'ambiance de l'album.

## Titres
Toutes les paroles sont écrites par Zazie, toute la musique est composée par Zazie, Jean-Pierre Pilot et Philippe Paradis.
| No  | Titre                                             | Durée |
| --- | ------------------------------------------------- | ----- |
| 1.  | La dolce vita                                     | 4:48  |
| 2.  | J'aime, j'aime pas                                | 3:46  |
| 3.  | Excuse-moi                                        | 3:24  |
| 4.  | Toc toc toc                                       | 3:21  |
| 5.  | La pluie et le beau temps                         | 3:43  |
| 6.  | Mon cœur à la science (uniquement édition CD+DVD) | 3:27  |
| 7.  | Lola majeure                                      | 3:06  |
| 8.  | Rodéo (Interludes waves)                          | 3:30  |
| 9.  | Slow                                              | 4:06  |
| 10. | Doolididom (+ Un peu beaucoup (extrait remix))    | 4:52  |
| 11. | Sauver le monde                                   | 4:08  |
| 12. | Oui                                               | 4:23  |
| 13. | J'arrive / Ghost (piste cachée)                   | 5:50  |

## Le groupe
- Zazie : chant
- Jean-Pierre Pilot : programmation, claviers, direction orchestre
- Philippe Paradis : guitare
- Matthieu Rabaté : programmation, batterie
- Mars : basse sur La Dolce Vita, Doolididum et Sauver le monde

## Singles promo(non commercialisés)
- Rodéo - 2004 (comporte un inédit : James Bond et moi)
- Toc toc toc - 2004
- Excuse-moi - 2005 (avec un remix inédit)
- Oui - 2005 (deux versions remixées inédites)